# Xysticus sharlaa
Xysticus sharlaa là một loài nhện trong họ Thomisidae.
Loài này thuộc chi Xysticus. Xysticus sharlaa được Yuri M. Marusik & Dmitri Viktorovich Logunov miêu tả năm 2002.